# La mano nera
(Tagline)
La mano nera è un film del 1973 diretto da Antonio Racioppi.

## Trama
Antonio, un immigrato italiano a New York, si ritrova coinvolto nella mafia quando le sue opzioni sono limitate e il suo desiderio di farsi una nuova vita diventa sempre più difficile.

## Distribuzione
Distribuito nei cinema italiani il 16 marzo 1973, La mano nera ha incassato complessivamente 230.363.000 lire dell'epoca.